# Ночной администратор
«Ночно́й администра́тор» (англ. The Night Manager) — британо-американский мини-сериал режиссёра Сюзанны Бир, главные роли в котором исполнили Том Хиддлстон, Хью Лори, Оливия Колман, Том Холландер и Элизабет Дебики. Премьера мини-сериала из шести эпизодов состоялась на телеканале BBC 21 февраля 2016 года и на канале AMC 19 апреля 2016 года. Сериал основан на одноимённом романе Джона ле Карре. Мировая премьера двух первых эпизодов состоялась 18 февраля 2016 года на красной дорожке 66-го Берлинского кинофестиваля в рамках программы Berlinale Special Series.

## Сюжет
Бывший британский солдат Джонатан Пайн (Том Хиддлстон) нанят сотрудницей разведки Бёрр (Оливия Колман). Между двумя разведывательными организациями, базирующимися в Уайтхолле и Вашингтоне, существует альянс, который отправляет Пайна в синдикат по торговле оружием. Он должен втереться в доверие торговца оружием Ричарда Ропера (Хью Лори), его девушки Джед (Элизабет Дебики) и подручного Коркорана (Том Холландер).

## В ролях
| Актёр               | Роль                       |
| ------------------- | -------------------------- |
| Том Хиддлстон       | Джонатан Пайн              |
| Хью Лори            | Ричард «Дики» Онслоу Ропер |
| Оливия Колман       | Анджела Бёрр               |
| Том Холландер       | Ленс «Корки» Коркоран      |
| Элизабет Дебики     | Джед                       |
| Дуглас Ходж         | Рей Мейхью                 |
| Дэвид Хэрвуд        | Джоэл Стедмен              |
| Тобайас Мензис      | Джеффри Дромгул            |
| Антонио де ла Торре | Хуан Апостол               |
| Ор Атика            | Самира «Софи» Алекан       |
| Рассел Тови         | Саймон Огилви              |
| Наташа Литтл        | леди Кэролайн Лэнгборн     |

## Производство
В январе 2015 года было объявлено, что AMC покажет сериал в США и Канаде в 2016 году, а сопродюсерами шоу станут AMC, BBC One и The Ink Factory. Съёмки начались весной 2015 года в Лондоне.
В 2018 году телеканал BBC объявил о продлении сериала на 2-й сезон, дата выхода не уточняется, ведется работа над сценарием. В 2023 году стало известно, что съёмка второго сезона под рабочим названием Steelworks запланирована на этот год и пройдёт в Великобритании и Южной Африке.

## Награды и номинации
«Ночной администратор» был признан лучшим британским сериалом 2016 года по версии Radio Times.
Стал лауреатом премий «Эмми» (2016) в номинации лучший режиссёр мини-сериала или телефильма (Сюзанна Бир), а также трёх премий «Золотой глобус» (2017) в номинациях: Лучший актёр в мини-сериале или телефильме (Том Хиддлстон), лучший актёр второго плана в телесериале, мини-сериале или телефильме (Хью Лори) и лучшая актриса второго плана в телесериале, мини-сериале или телефильме (Оливия Колман).